# Христо Андонов (футболист, р. 1940)
Христо Андонов (Пелето) е български футболист и треньор по футбол.

## Кариера
Като футболист играе за Рилски спортист, Академик (София), ЦСКА и Локомотив (Пловдив).
Треньор е на юношеския и младежкия национален отбор. С юношите достига до финал за юношеския турнир на УЕФА, където отбора пада с 2:1 от Белгия. През октомври 1994 е назначен за треньор на ЦСКА, от където е освободен през май 1995 г.
Христо Андонов има дъщеря Ина и син Константин.